# ماریو سارالگی

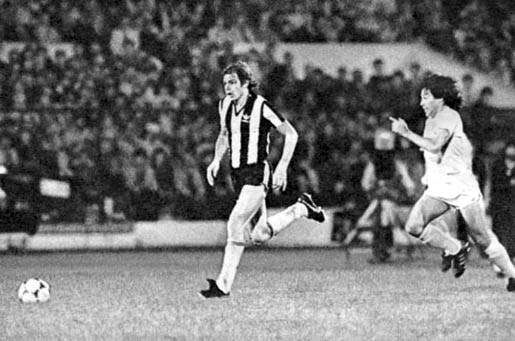
ماریو سارالگی (بازیکن پیراهن راه‌راه) - ۱۹۸۲

ماریو سارالگی (اسپانیایی: Mario Saralegui‎؛ زادهٔ ۲۴ آوریل ۱۹۵۹) بازیکن سابق و مربی فوتبال اهل اروگوئه است.
از باشگاه‌هایی که در آن بازی کرده‌است می‌توان به باشگاه فوتبال ریور پلاته، باشگاه فوتبال الچه، باشگاه فوتبال پنیارول، باشگاه ورزشی بارسلونا و باشگاه فوتبال استودیانتس اشاره کرد.
وی همچنین در تیم ملی فوتبال اروگوئه بازی کرده‌است.